# لیانگ جون
لیانگ جون (انگلیسی: Liang Jun؛ زادهٔ ۱۲ مارس ۱۹۶۹)  شمشیرباز زن اهل چین بود. وی در بازی‌های المپیک تابستانی ۱۹۹۲ و ۱۹۹۶ شرکت کرده‌است.